# Andrea Cococcetta
Andrea Cococcetta (L'Aquila, 2 luglio 1972) è un ex rugbista a 15 e allenatore di rugby a 15 italiano, tecnico della prima squadra dell'Unione Rugby Capitolina di Roma.

## Biografia
Giocatore dell'Aquila fino al 1997, con tale squadra vinse il campionato 1993-94 battendo in finale il Milan; divenuto allenatore, guidò le giovanili del club abruzzese fino al 2001, prima di passare alla Capitolina per rivestire analogo ruolo.
Nel 2002 fu anche investito del ruolo di tecnico della Nazionale femminile, che condusse alla vittoria nei campionati d'Europa del 2005 e 2006.
Dal 2008 al 2011 tornò a dirigere le giovanili della Capitolina, e dal 2011 ha assunto la direzione della prima squadra.
Al momento (stagione 2014-2015) è l'allenatore del CUS ROMA che milita in serie B.

## Palmarès

### Giocatore
- Campionati italiani: 1
L'Aquila: 1993-94

### Allenatore
- Campionati europei: 2
2005, 2006